# Potchongganggujŏk
Potchongganggujŏk (korejsky 보통강구역) je jeden z městských obvodů Pchjongjangu, hlavního města Severní Koreje. Jeho jméno je odvozeno od řeky Potchongu, přítoku Tedongu, která určuje jeho západní hranici, na které sousedí s obvodem Mangjŏngdägujŏkem. Dalšími obvody, s kterými sousedí, jsou Hjŏngdžesangujŏk na severu, Sŏsŏnggujŏk a Moranbonggujŏk na východě a Pchjŏngčchŏngujŏk a Čunggujŏk na jihu. Vytvořen byl v říjnu 1960.
Významnými stavbami v obvodu jsou hotel Rjugjong a Památník na vlasteneckou osvobozeneckou válku.